# مرد خوش‌شانس (فیلم ۲۰۲۲)
مرد خوش‌شانس (انگلیسی: Lucky Man) فیلم کمدی رمانتیک هندی کنادا-زبان، محصول سال ۲۰۲۲ است که کارگردانی آن توسط ناگندرا پراساد، به عنوان اولین کار او در نقش کارگردان، انجام گرفته‌است. بازیگران اصلی فیلم پونیت راجکومار، دارلینگ کریشنا، سانگیتا سرینگری، سادو کوکیلا، روشنی پراکاش، ناگابوشانا و پرابو دوا هستند. این فیلم که بازساخته ای از فیلم اوه خدای من (۲۰۲۰) است، تحت نشان پارسا پیکچرز ساخته شد.
فیلم نقدهای مختلفی را دریافت کرد که بیشتر آنها مثبت بود و به دهمین فیلم پرفروش فیلم کنادا در سال ۲۰۲۲، تبدیل شد.